# LPGA Tour 1997
Navigation
Édition précédente Édition suivante
Le LPGA Tour 1997 est la quarante-huitième édition du Ladies Professional Golf Association Tour (LPGA), circuit professionnel féminin de golf, qui se déroule du 9 janvier 1997 au 23 novembre 1997. Axée sur les États-Unis, la LPGA a entrepris la tenue de tournois hors du continent américain ces dernières saisons, ainsi cette saison voit des tournois programmés en Australie (pour la première fois), au Canada, en Angleterre, en Corée du Sud et au Japon. Cette quarantième-huitième édition de ce circuit permet de proposer un certain nombre de tournois professionnels destinés aux femmes en dehors des compétitions amateurs. La volonté de la professionnalisation des golfeuses leur permet désormais de gagner de l'argent en jouant au golf.
Cette saison comporte trente-huit tournois, soit quatre de plus qu'en 1996, auxquels sont insérées des dotations financières en fonction du résultat de la golfeuse. Quatre de ces tournois sont considérés comme « tournoi majeur » - le Nabisco Dinah Shore, le Championnat de la LPGA, l'Open américain et le Classique du Maurier - et sont considérés comme les plus prestigieux et difficiles à remporter.
La Suédoise Annika Sörenstam est désignée « Joueuse de l'année de la LPGA » (« Player of the Year ») pour la seconde fois de sa carrière et remporte le classement des gains avec un montant record de 1 236 789 $ de gains en gagnant six victoires mais sans victoire en tournoi majeur. Les tournois majeurs sont remportés par Betsy King (Nabisco Dinah Shore), Christa Johnson (Championnat de la LPGA), Alison Nicholas (Open américain) et Colleen Walker (Classique du Maurier). Enfin, le « Trophée Vare » récompensant la golfeuse ayant la moyenne de score la plus basse de la saison est également remporté par Karrie Webb pour la première fois.

## Histoire
Pour l'organisation de cette quarantième-huitième édition, la majorité des tournois se disputent aux États-Unis mais quatre tournois sont programmés hors des États-Unis. Comme la saison précédente, la LPGA décide d'organiser des tournois hors des frontières des États-Unis avec la tenue de tournois programmés en Australie (pour la première fois), au Canada, en Angleterre, en Corée du Sud et au Japon. La majorité des joueuses sont des golfeuses principalement américaines professionnelles et amateures mais la LPGA intègre quelques années des golfeuses étrangères. Le calendrier fait débuter la saison par le Tournoi des Champions de The Mitchell Company remporté par la Suédoise Annika Sörenstam. Au cours de cette saison, bien que la majorité des tournois ont été remportés par des golfeuses américaines professionnelles, de nombreuses golfeuses non-américaines remportent des tournois : les Suédoises Annika Sörenstam et Liselotte Neumann, la Canadienne Gail Graham, les Anglaises Laura Davies et Alison Nicholas, et l'Australienne Karrie Webb .
La Suédoise Annika Sörenstam est désignée « Joueuse de l'année de la LPGA » (« Player of the Year ») pour la seconde fois de sa carrière et remporte le classement des gains avec un montant record de 1 236 789 $ de gains en gagnant six victoires mais sans victoire en tournoi majeur. Les tournois majeurs sont remportés par Betsy King (Nabisco Dinah Shore), Christa Johnson (Championnat de la LPGA), Alison Nicholas (Open américain) et Colleen Walker (Classique du Maurier).

## Participantes à la saison LPGA 1997
Les participantes ont deux statuts. Certaines sont devenues professionnelles mais de nombreuses amateures prennent également part aux tournois sans toutefois pouvoir recevoir le montant des gains en raison de leur statut.
| Participantes       | Participantes        | Participantes         | Participantes      | Participantes    |
| Professionnelles    | Professionnelles     | Professionnelles      | Professionnelles   | Professionnelles |
| ------------------- | -------------------- | --------------------- | ------------------ | ---------------- |
| Helen Alfredsson    | Danielle Ammaccapane | Donna Andrews         | Tina Barrett       | Nanci Bowen      |
| Dawn Coe-Jones      | Stefania Croce       | Laura Davies          | Cindy Figg-Currier | Amy Fruhwirth    |
| Akiko Fukushima     | Jane Geddes          | Gail Graham           | Tammie Green       | Lisa Hackney     |
| Penny Hammel        | Nancy Harvey         | Mayumi Hirase         | Pat Hurst          | Juli Inkster     |
| Christa Johnson     | Trish Johnson        | Cathy Johnston-Forbes | Rosie Jones        | Lorie Kane       |
| Laurel Kean         | Betsy King           | Emilee Klein          | Hiromi Kobayashi   | Pam Kometani     |
| Leta Lindley        | Nancy Lopez          | Meg Mallon            | Catriona Matthew   | Michelle McGann  |
| Barb Mucha          | Terry-Jo Myers       | Liselotte Neumann     | Alison Nicholas    | Dottie Pepper    |
| Michele Redman      | Deb Richard          | Kelly Robbins         | Patty Sheehan      | Annika Sörenstam |
| Sherri Steinhauer   | Kris Tschetter       | Colleen Walker        | Wendy Ward         | Karrie Webb      |
| Mary Beth Zimmerman |                      |                       |                    |                  |

## Classements saison 1997

### Tableau des gains («Money list»)
Le tableau ci-dessous est le classement des golfeuses par gains obtenus sur cette saison 1997. Le classement par gains est remporté par la Suédoise Annika Sörenstam avec 1 236 789 $ remportés.
| Cla. | Golfeuses         | Gains       | Victoires |
| ---- | ----------------- | ----------- | --------- |
| 1    | Annika Sörenstam  | 1 236 789 $ |           |
| 2    | Karrie Webb       | 897 606 $   |           |
| 3    | Kelly Robbins     | 910 907 $   |           |
| 4    | Christa Johnson   | 722 330 $   |           |
| 5    | Tammy Green       | 595 894 $   |           |
| 6    | Juli Inkster      | 557 988 $   |           |
| 7    | Liselotte Neumann | 497 968 $   |           |
| 8    | Laura Davies      | 483 571 $   |           |
| 9    | Nancy Lopez       | 470 386 $   |           |
| 10   | Betsy King        | 469 632 $   |           |
| 11   | Lorie Kane        | 425 980 $   |           |
| 12   | Michelle McGann   | 421 289 $   |           |
| 13   | Donna Andrews     | 393 838 $   |           |
| 14   | Coleen Walker     | 384 882 $   |           |
| 15   | Rosie Jones       | 381 303 $   |           |

### Trophée Vare («Vare Trophy»)
Le tableau ci-dessous est le classement des golfeuses par scores les plus bas sur cette saison 1997.
| Cla. | Golfeuses   | Moyenne |
| ---- | ----------- | ------- |
| 1    | Karrie Webb |         |